# 14190 Soldán
14190 Soldán è un asteroide della fascia principale. Scoperto nel 1998, presenta un'orbita caratterizzata da un semiasse maggiore pari a 3,0237309 UA e da un'eccentricità di 0,0866679, inclinata di 4,59254° rispetto all'eclittica.